# Fariborz Lachini

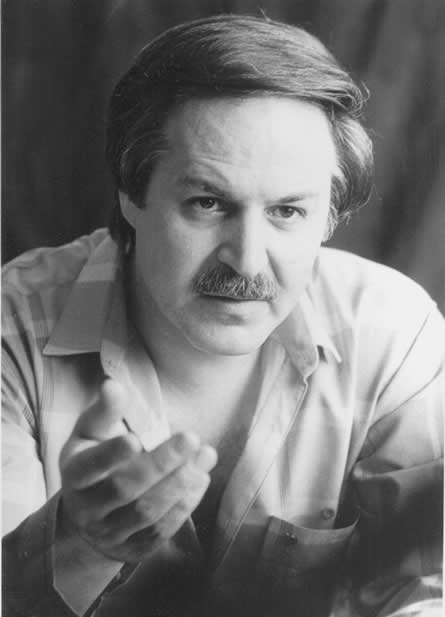
Fariborz Lachini (2019)

Fariborz Lachini (* 25. August 1949 in Teheran) ist ein iranischer Musiker.

## Leben
Fariborz Lachini macht Musik seit mehr als drei Jahrzehnten. In seinen Zwanzigern und unmittelbar vor der Islamischen Revolution im Iran hatte Lachini bereits Erfolg in der Welt der Popmusik erreicht, indem er Musik für einige der heutigen Popikonen komponierte und auch Musik für Kinder. Die meisten Musikarten wurden nach der Revolution verboten, sodass Lachini nach Frankreich auswanderte, um dort Musik und Informatik zu studieren.
Das Leben in Europa und sein Studium an der „Université de Paris - Sorbonne“ fügte Lachinis Musik eine europäische Note hinzu und beeinflusste seinen Stil insofern, als er sich zu einer charakteristischen Verbindung eines zeitgemäßen persischen und europäischen Stils entwickelte.
Er bewältigte sogar die Technik, ausgewählte exotische mittelöstliche Instrumente zu kreieren. Dies versetzte ihn sofort in eine einzigartige Position, als er die Welt der Filmmusik betrat. Die Filmmusik für den Berlin Special Mention Gewinner, Snake´s Fang, ist ein Beispiel dafür. Variety äußert dazu: „Die außergewöhnliche Musik ist eine elektronische Version von traditioneller südpersischer Perkussion. Der Soundtrack gibt das Tempo und die Signale von Gefahr und Aktion während des ganzen Films wieder.“
Lachini hat in den frühen 1990ern sein erstes Soloalbum, Golden Autumn, herausgegeben. Indem er mit seiner Musik alle Barrieren überschritt, wurde das Album schnell das bekannteste Album in ganz Iran. Es machte Lachini zu einem allgemein bekannten Namen und er wurde bekannt als der Meister des heutigen Pianos. Ein Track vom Album Golden Autumn 1 steht auf der Liste der besten iTunes – eine Aufstellung der Weltklassiker, womit gezeigt wird, dass Lachini einer von wenigen nicht-westlichen Künstlern ist, der zur klassischen Musik beitrug.
Lachini wirkte an mehr als einhundert Filmprojekten mit. Er wird als das innovativste komponierende Talent im Mittleren Osten angesehen und hat schon für international gefeierte iranische Filmemacher gearbeitet. Eines seiner jüngsten Werke ist Iraks Wahl für den Oscar im Jahr 2006, Requiem of Snow. Variety schrieb über den Soundtrack: „...Fariborz Lachinis traurige akustische Musik hinterlässt einen ergreifenden Klang im Gefolge von Bildern zurück.“
Da mehr und mehr künstlerische iranische Filme auf Festivals rund um den Globus vertreten sind, wächst Lachinis Ansehen als ein führender Komponist von unvergesslichen tief empfundenen Melodien und für Filmmusik, die die kulturellen Grenzen durchbrechen.

## Werke
| - 2007: La Chambre Noire (Canada) - 2007: My Pink Shirt (Canada) - 2006: Wedding Dinner (Iran) - 2005: 365 Boots on Ground (USA) - 2005: Requiem of Snow (Iran/Iraq) - 2005: I saw Your Father Last Night, Aida (Iran/USA) - 2005: Redemption at 8:20 (Iran) - 2005: Top of Tower (Iran) - 2004: Salam (Iran/Afghanistan) - 2004: Non Stop to Tokyo (Iran) - 2003: Boutique (Iran) - 2003: Black Eyes (Iran) - 2003: Donya (Iran) - 2003: Poison of Honey (Iran) - 2002: Disturbant (Iran) - 2000: Friends (Iran) - 1999: Youth (Iran) - 1998: Stranger (Iran) - 1998: Tootia (Iran) - 1997: Claws in Dust (Iran) - 1997: Wounded (Iran) - 1996: Unforgiven (Iran) - 1996: Javanmard (Iran) - 1995: Born Loser (Iran) - 1995: Trap (Iran) - 1995: Utterly Cold Blooded (Iran) - 1994: Lost Paradise (Iran) - 1994: Bluff (Iran) - 1994: Jewel Mountain (Iran) - 1994: The Wolf's Trail (Iran) - 1993: Once and For All (Iran) - 1992: The Man in the Mirror (Iran) - 1991: Life's Luck (Iran) - 1990: Snake's Fang (Iran) - 1990: The Singing Cat (Iran) - 1990: Sun's Blade (Iran) - 1989: Pomegranate and Cane (Nar-o-Ney) (Iran) - 1979: Maryam and Mani (Iran) - 1978: Baba Khaldar (Iran) | - 2008: Golden Memories 1 - 2008: Requiem - 2008: Golden Autumn 4 - 2008: Aida - 2008: Scent of Yesterday 1,2,3 and 4 - 2006: Golden Autumn 3 - 2006: Best Soundtracks of Fariborz Lachini - Vol.1 - 2005: Sepidar - 2005: Last Word of Nowadays - 2003: Waves of Memories 2 - 2002: A Letter - 2001: Pandemonium of Fire and Water - 2000: For Your Birthday - 2000: Waves of Memories 1 - 1998: The Tribe of Love - 1994: Songs of the Sun Land - 1993: Loneliness Verses - 1992: Wolf's Trail Soundtrack - 1992: Golden Autumn 2 - 1991: In a Cold Winter Night - 1991: Golden Autumn 1 - 1990: Pomegranate and Cane - 1989: Childish - 1987: Boz Boz Ghandi - 1977: Other Songs - 1976: Songs of Seasons and Colors - 1976: Argaman |